# Ryne Sanborn
Ryne Andrew Sanborn (* 3. Februar 1989 in Salt Lake City, Utah) ist ein US-amerikanischer ehemaliger Schauspieler.

## Leben und Karriere
Sanborn war seit Ende der 1990er-Jahre als Kinderdarsteller aktiv. Seine Fähigkeiten als Skater führten dazu, dass er in Eröffnungs- und Schlussfeier der Olympischen Winterspiele 2002 in Salt Lake City jeweils einen wichtigen Auftritt in der Rolle des Child of Light („Kind des Lichts“) hatte. Regie und Choreografie der Zeremonien übernahm Kenny Ortega. International bekannt wurde Sanborn vor allem durch die dreiteilige Filmreihe High School Musical (2006–2008), in der er – erneut unter Regie von Kenny Ortega – den Schüler und Basketballspieler Jason Cross verkörperte. In den Musicalfilmen wurde er jeweils von Johannes Wolko synchronisiert.
Sanborn lebte als Jugendlicher in Taylorsville (Utah) und besuchte dort bis 2007 die Taylorville High School. Hier spielte er für das Schulhockeyteam. 2008 begann er ein Studium der Architektur an der University of Utah, seitdem ist er auch schauspielerisch nicht mehr in Erscheinung getreten (Stand: Mai 2021). Als er 2017 für einen Zeitungsbericht interviewt wurde, arbeitete er als Verkaufsleiter beim Kundenservice von American Express, kokettierte aber mit einer Rückkehr ins Filmgeschäft hinter der Kamera.

## Filmografie
- 1997: Not in This Town (Fernsehfilm)
- 1998: Ein Hauch von Himmel (Touched By An Angel; Fernsehserie, Folge The Wind Beneath My Wings)
- 2003: Everwood (Fernsehserie, Folge The Miracle of Everwood)
- 2006: High School Musical (Fernsehfilm)
- 2007: High School Musical 2 (Fernsehfilm)
- 2008: High School Superhero
- 2008: High School Musical 3: Senior Year